# Paradise State of Mind
Paradise State of Mind è il quarto album in studio della band indie pop americana Foster the People, pubblicato il 16 agosto 2024 da Atlantic Records, il primo sotto l'etichetta. È il primo album in studio della band in oltre sette anni dall'uscita di Sacred Hearts Club nel 2017, anche se hanno pubblicato un EP e una serie di singoli non album tra il 2018 e il 2021.
L'album è principalmente influenzato dal panorama musicale della fine degli anni '70 con elementi di disco, funk, gospel e jazz, con una scrittura ispirata a eventi culturali come la pandemia di COVID-19. Alcuni temi esplorati attraverso i testi dell'album includono la tecnologia, la mortalità, il tempo, l'autoriflessione e l'ottimismo. Foster ha affermato che la sua fascinazione per la musica degli anni '70 contrastava con i cambiamenti politici, sociali e culturali di quel tempo, tracciando un parallelo tra gli anni '70 e gli anni '20. È anche più un disco analogico con meno uso di suoni e strumentazione digitali rispetto ai loro album precedenti.
Il primo singolo, Lost in Space, dai toni disco, è stato pubblicato il 31 maggio 2024. Il secondo singolo Take Me Back è stato pubblicato il 28 giugno 2024. Il terzo singolo Chasing Low Vibrations è stato pubblicato il 26 luglio 2024. È il primo album della band a non presentare il batterista Mark Pontius dopo la sua partenza dagli band nell'ottobre 2021. È anche l'ultimo album della band con il chitarrista Sean Cimino che lasciò la band tre mesi prima dell'uscita dell'album.
L'album ha ricevuto recensioni prevalentemente positive con un punteggio Metacritic di 7.

## Tracce
1. See You in the Afterlife – 3:09 (Mark FosterIsom Innis, Riley McIntyre)
2. Lost in Space – 4:19 (Foster, Innis)
3. Take Me Back – 2:32 (Foster, Innis)
4. Let Go – 4:34 (Foster, Sarah Aarons, Paul Epworth)
5. Feed Me – 3:40 (Foster, Innis)
6. Paradise State of Mind – 4:48 (Foster, Epworth, Jack Peñate)
7. Glitchzig – 5:28 (Foster)
8. The Holy Shangri-La – 4:13 (Foster, Epworth, McIntyre, Asa Taccone)
9. Sometimes I Wanna Be Bad – 3:03 (Foster)
10. Chasing Low Vibrations – 3:24 (Foster, Innis, Jeremy Malvin)
11. A Diamond to Be Born – 4:25 (Foster, Innis)